# Глостер (Огайо)
Глостер (англ. Glouster) — селище (англ. village) в США, в окрузі Афіни штату Огайо. Населення — 1659 осіб (2020).

## Географія
Глостер розташований за координатами 39°30′8″ пн. ш. 82°5′3″ зх. д. / 39.50222° пн. ш. 82.08417° зх. д. (39.502295, -82.084083).  За даними Бюро перепису населення США в 2010 році селище мало площу 3,47 км², з яких 3,44 км² — суходіл та 0,03 км² — водойми.

## Демографія
Згідно з переписом 2010 року, у селищі мешкала 1791 особа в 720 домогосподарствах у складі 471 родини. Густота населення становила 516 осіб/км².  Було 864 помешкання (249/км²).
Расовий склад населення:
| - 96,1 % — білих - 1,4 % — чорних або афроамериканців - 0,2 % — азіатів - 0,1 % — корінних американців |

До двох чи більше рас належало 2,1 %. Частка іспаномовних становила 0,8 % від усіх жителів.
За віковим діапазоном населення розподілялося таким чином: 27,7 % — особи молодші 18 років, 60,4 % — особи у віці 18—64 років, 11,9 % — особи у віці 65 років та старші. Медіана віку мешканця становила 35,8 року. На 100 осіб жіночої статі у селищі припадало 91,6 чоловіків;  на 100 жінок у віці від 18 років та старших — 85,3 чоловіків також старших 18 років.
Середній дохід на одне домашнє господарство  становив 34 135 доларів США (медіана — 23 646), а середній дохід на одну сім'ю — 41 246 доларів (медіана — 33 063). Медіана доходів становила 37 500 доларів для чоловіків та 37 109 доларів для жінок. За межею бідності перебувало 40,1 % осіб, у тому числі 48,7 % дітей у віці до 18 років та 13,4 % осіб у віці 65 років та старших.
Цивільне працевлаштоване населення становило 456 осіб. Основні галузі зайнятості: освіта, охорона здоров'я та соціальна допомога — 36,2 %, виробництво — 16,2 %, роздрібна торгівля — 16,0 %.